# Alaixiya

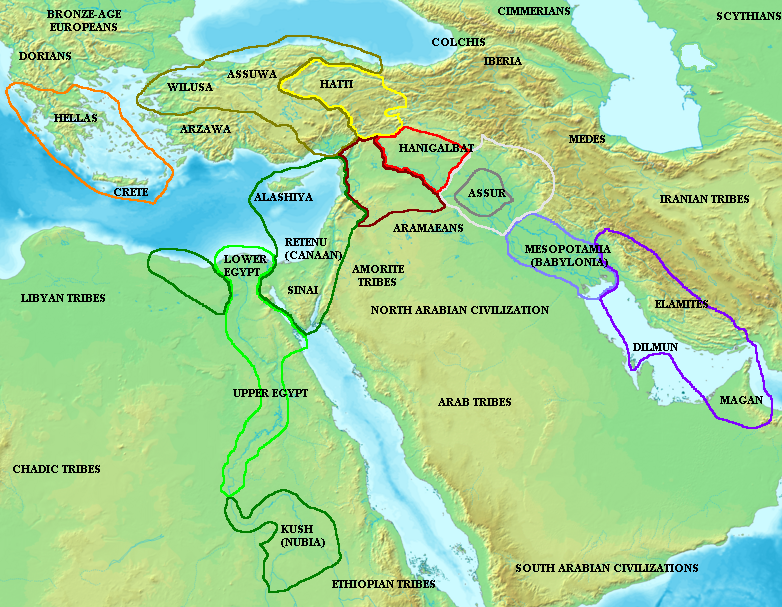
Mapa de l'Orient Pròxim en el període d'Amarna, on apareix Alaixiya.

Mapa de l'Anatòlia hitita, on apareix Alaixiya.

Alaixiya o Alašia va ser un regne de la Mediterrània Oriental durant el segon mil·lenni aC, gairebé amb tota seguretat situat a l'illa de Xipre, que va destacar per la seva importància comercial i com a font de valuoses matèries primeres. Va desaparèixer de la història després dels atacs dels "Pobles de la mar", quan va ser envaït i ocupat per invasors, la identitat dels quals encara no ha estat esclarida.

## Localització

La situació geopolítica a l'Orient Mitjà cap al 1200 aC, al final de l'Edat del Bronze Final.

Dels documents egipcis i d'altres regnes de la regió, és possible deduir que Alaixiya va ser un important proveïdor de coure, situat en alguna zona del Mediterrani oriental. Així, per bé que alguns historiadors han suggerit que Alaixiya podria estar al territori que actualment és Turquia o Síria, l'opinió majoritària s'inclina a situar Alaixiya a Xipre. Aquesta relació sembla confirmada per un estudi de l'any 2003 que relaciona químicament l'argila de tauletes d'Alaixiya trobades al Llevant amb l'argila que es troba a Xipre, però no en el Llevant.
Tot i que situar Alaixiya a Xipre sembla acceptat per la majoria dels experts, encara no és possible determinar si Alaixiya fa referència a tota l'illa o només a una part d'aquesta. En qualsevol cas, la capital d'aquest regne s'ha situat tradicionalment a Éngomi, si bé l'estudi anteriorment citat sembla mostrar que l'argila utilitzada és pròpia d'altres regions xipriotes, cosa que pot significar que Éngomi no era realment la capital d'Alaixiya o que aquesta va canviar durant la història del regne.

## Història
Hi ha referències a Alaixiya en multitud d'arxius dels regnes d'Orient Pròxim de l'antiguitat, per exemple, a Egipte, l'Imperi Hitita, Micenes o Ugarit. Aquests textos tracten principalment de les trameses de coure i d'altres mercaderies (com ara vaques) per part d'Alaixiya a canvi de rebre or i plata. A més, és possible constatar als documents la fortalesa política dels reis d'Alaixiya, que tractava els faraons de germans, cosa que només es permetien les potències del mateix rang que Egipte.
En temps del rei hitita Arnuwandas I (circa 1370 aC), Madduwattas, rei d'Arzawa, es va aliar amb Attarsiya, rei d'Ahhiyawa, un antic enemic seu, i junts van envair Alaixiya. Davant les protestes hitites, Madduwattas va respondre que oficialment mai se li va comunicar que aquella fos terra hitita.
El text de Madduwattas ens fa paleses les pretensions hitites sobre Alaixiya, i se sap que era tributària de l'Imperi hitita. S'han trobat també fragments d'un tractat sobre aquest assumpte que, entre altres coses, obligava els contraents a vigilar els fugitius i exiliats polítics. Amb això, es confirmen les notícies disperses sobre exilis a Alaixiya, trobades en les fonts arqueològiques de Boğazköy i Ugarit. A la regió anomenada país de Lukka (Lícia) hi havia ports dominats pels pirates que atacaven de forma constant les costes d'Alaixiya, i segurament els atacs de Madduwattas contra aquest país es van fer amb naus de Lukka.
Sembla que, en la seva etapa final, el regne va ser sotmès, definitivament i inexorable, al domini hitita, si els informes sobre el regnat de Tudhalias IV són fiables. Tudhalias sembla que va obtenir naus dels estats vassalls d'Ugarit i Amurru, i va aconseguir ocupar Alaixiya, o al menys una part, va capturar al rei i a la seva família i els va deportar a Hattusa i va declarar tot el territori vassall i tributari dels hitites. No se sap amb certesa perquè el rei hitita va atacar l'illa, segurament perquè des de les seves costes s'impedia el subministrament regular de cereals i llegums al territori dels hitites, per banda del rei o dels pirates instal·lats a les seves costes. Li va ser imposat el pagament d'un tribut d'or i coure. Com a responsable del compliment de les obligacions contretes es nomenava, al costat del rei d'Alaixiya, un comandant de la ciutat, com a autoritat administrativa. A partir de llavors, el país va esdevenir un vassall de l'Imperi Hitita, estretament dependent dels seus dictàmens.
En temps del rei hitita Subiluliuma II la inestabilitat al mediterrani va anar en augment. Els ports situats a la costa de Síria i Anatòlia eren constantment atacats, i Ugarit era un dels llocs més vulnerables. L'últim rei d'aquella ciutat, Ammurapi, va fer una crida desesperada al rei d'Alaixiya, explicant que les naus enemigues incendiaven les ciutats del seu regne i assaltaven les seves terres. Afegia que els seus soldats i carros de batalla es trobaven en terres hitites i les seves naus eren a Lukka. "La meva terra ha quedat indefensa", diu al final de la carta, que es conserva. Segurament els atacs dels reis hitites contra Alaixiya van fer que les forces pirates ataquessin Ugarit per evitar que fos utilitzada com a base contra ells. Als hitites els interessava conservar la ciutat i mantenir les possessions d'Alaixiya, perquè per allà passava el subministre d'aliments que venia d'Egipte. Una inscripció del faraó Merenptah afirma que ha enviat un carregament de gra "per a mantenir viva la població d'Hatti". Els hitites, durant els darrers anys de la seva existència com a Imperi, depenien cada vegada més dels subministraments externs per sobreviure.
Pocs anys després de la conquesta hitita d'Alaixiya, es van produir els moviments migratoris dels anomenats "Pobles de la mar", i va ser llavors quan van arribar a Alaixiya certs invasors navals d'identitat desconeguda. Per bé que sembla que el regne va obtenir ajuda dels hitites i d'Ugarit per rebutjar-los, tots els intents van ser en va. En sucumbir davant aquesta ofensiva (aproximadament el 1200 aC), Alaixiya desapareix de la història.